# Förortsbana

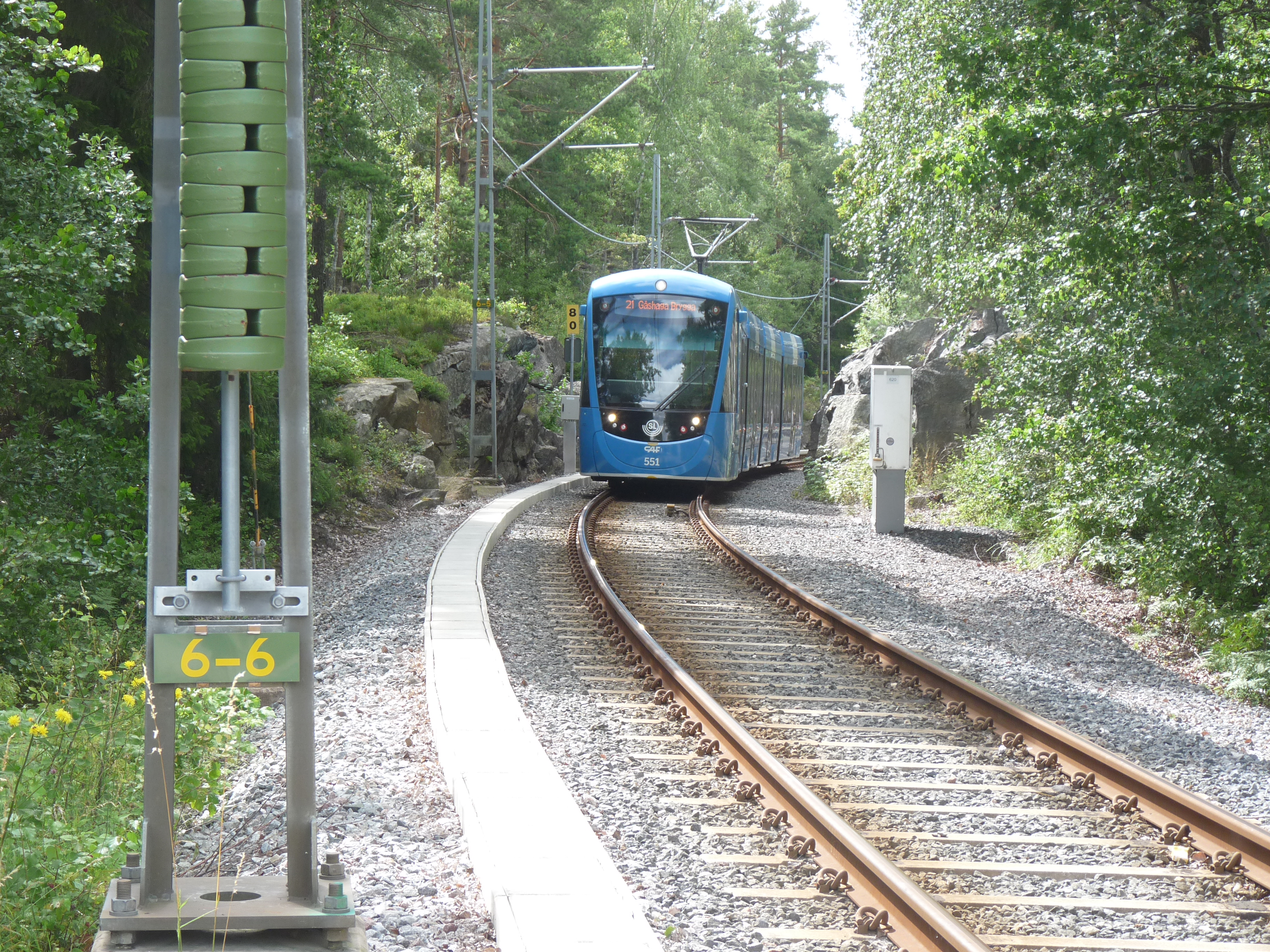
Lidingötåg av littera A36 på förortsbanan Lidingöbanan

En förortsbana är en spårväg, tunnelbana eller järnväg som går från en stad till dess förorter. För snabba förortsbanor av spårvägstyp används ofta begreppet snabbspårväg. En förortsbana används för just sådana tåg, och inte fjärrtåg eller godståg. En bana med både fjärrtåg och/eller godståg förutom förortståg/pendeltåg är en normal järnväg.
Då Stockholms tunnelbana projekterades gick den under benämningen förortsbana.[källa behövs]

## Exempel

### Sverige
Gävle
- Bomhuslinjen, Gävle (nedlagd)

Göteborg
- Angeredsbanan, Göteborg
- Långedragslinjen, Göteborg

Stockholm
- Norra Lidingöbanan, Stockholm - norra Lidingö (nedlagd)
- Södra Lidingöbanan, Stockholm - södra Lidingö (spårväg, förr järnväg med spårvagnar)
- Saltsjöbanan, Stockholm - Nacka
- Järvabanan, Stockholm (tunnelbana)
- Enskedebanan, Stockholm (tunnelbana, i början med spårvagnar)
- Örbybanan, Stockholm (tunnelbana, i början med spårvagnar)
- Södra Förstadsbanan till sydvästra förorterna i Stockholm:
- Linje 14 och 17 till Fruängen (nu tunnelbana)
- Linje 13 och 16 till Mälarhöjden (nedlagd, tunnelbana i liknande sträckning)
- Gröndalsbanan (nu Tvärbanan)
- Tvärbanan, Stockholm
- Nockebybanan, Stockholm
- Ängbybanan (Brommabanan), Stockholm (tunnelbana, i början med spårvagnar)
- Ulvsundabanan, Stockholm (nedlagd)
- Sundbybergsbanan (Råsundabanan), Stockholm - Solna - Sundbyberg (nedlagd)

Uppsala
- Granebergslinjen, Uppsala (nedlagd)

### Norge
Oslo
- Holmenkollbanan, Oslo